# Centre de la musique d'Oulu
Le centre de la musique d'Oulu (finnois : Oulun musiikkikeskus) est un bâtiment construit dans le quartier de Karjasilta à Oulu en Finlande.

## Présentation
Le centre est composé de deux unités distinctes, la salle Madetoja et la salle Tulindberg, avec ses installations d'enseignement.
Le centre héberge l'orchestre symphonique d'Oulu et le conservatoire d'Oulu.

### Salle Madetoja
Nommée d'après le compositeur Leevi Madetoja natif de Oulu, la salle de concert Madetoja , dont la construction s'est achevée en 1983, est la salle principale du centre de musique et la résidence de l'orchestre symphonique d'Oulu.
La salle accueille environ 100 concerts chaque année
La salle compte 816 places assises, dont 674 au parterre et 142 au balcon.
La salle a également un écran de 10 m × 8 m. Le café peut accueillir 112 personnes.

### Salle Tulindberg
Achevée en 1991, la salle  de concert Tulindberg a 220 places avec une superficie de 281 m2.
La salle porte le nom de Erik Tulindberg.

## Galerie

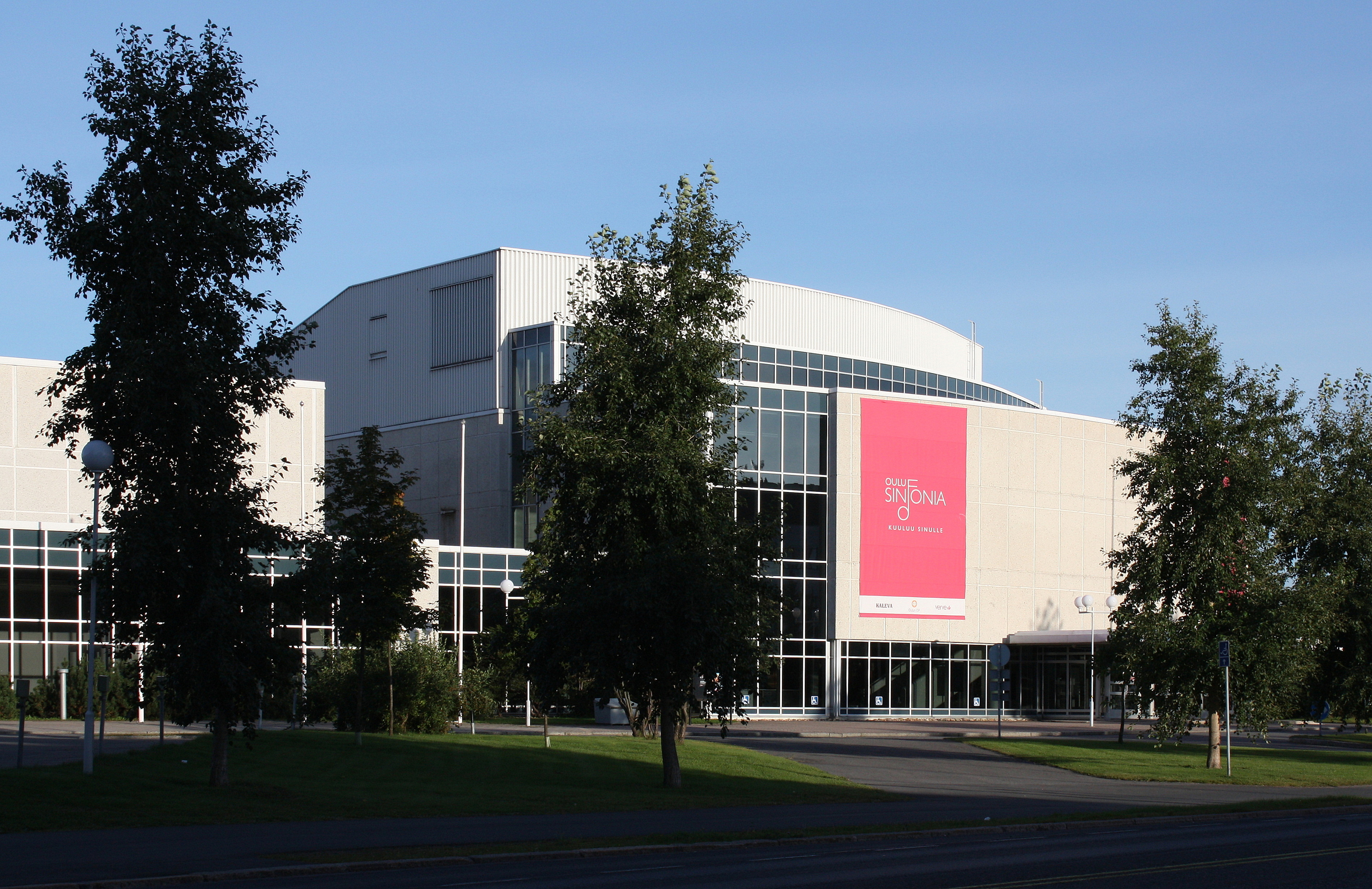
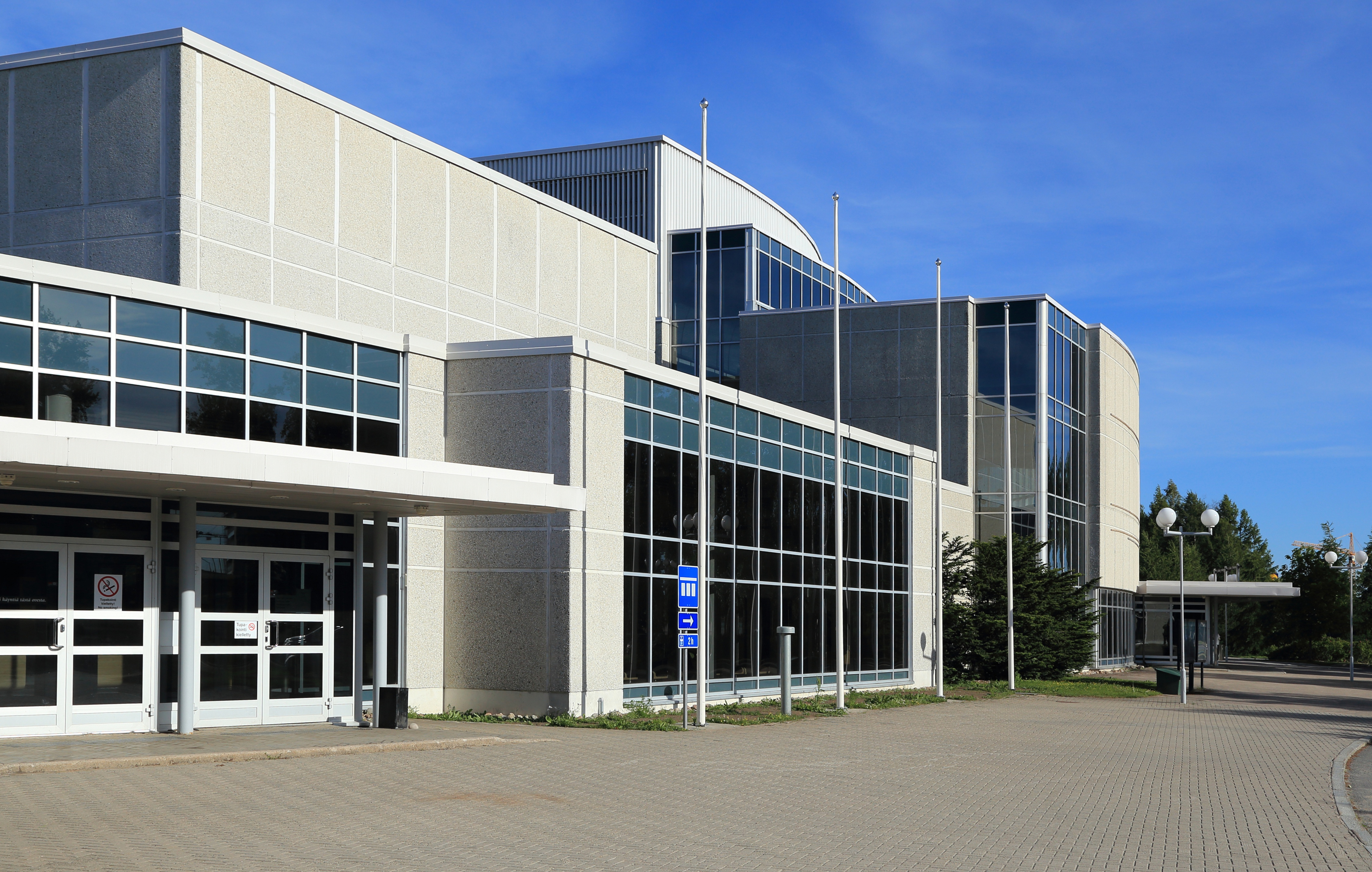
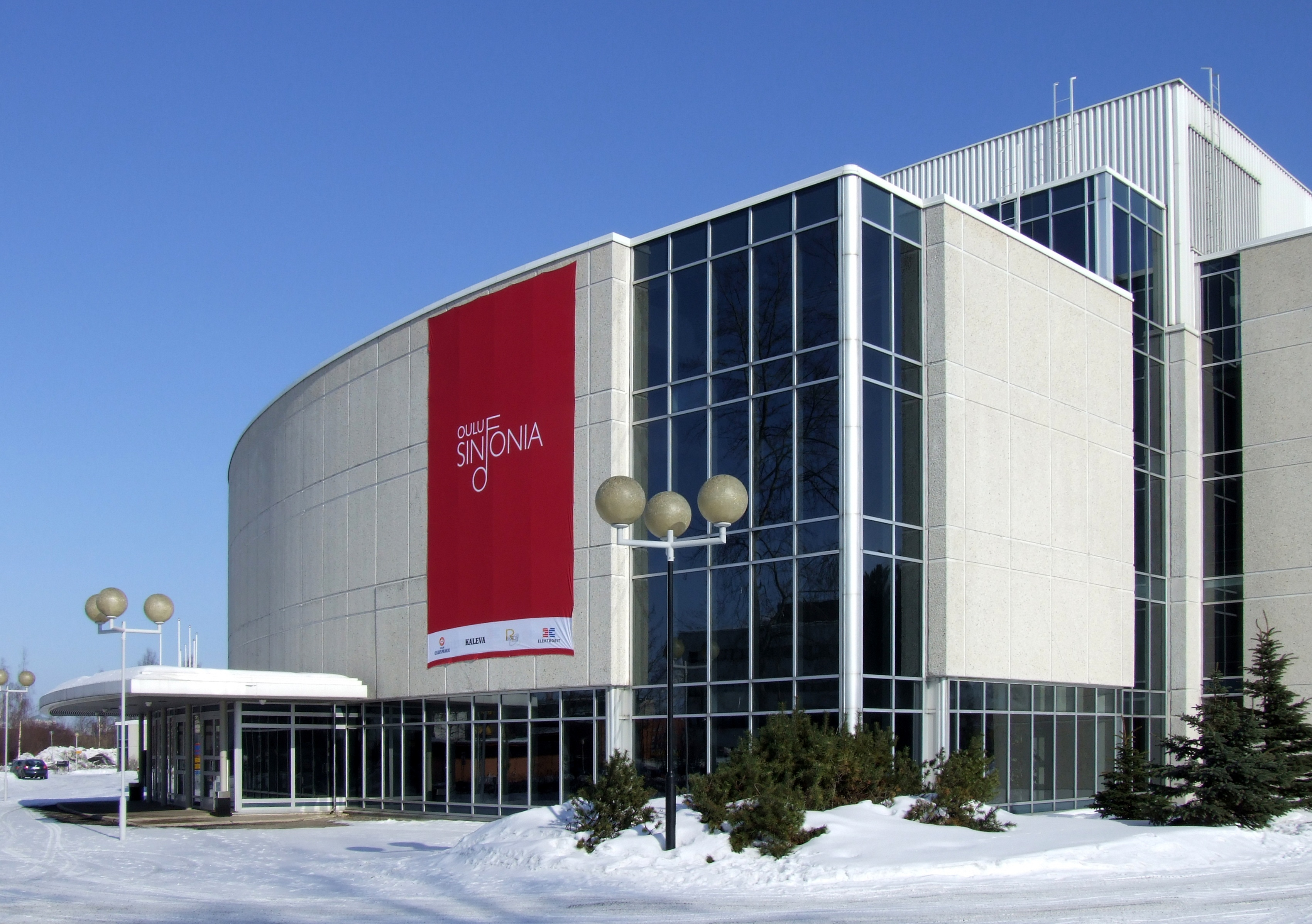
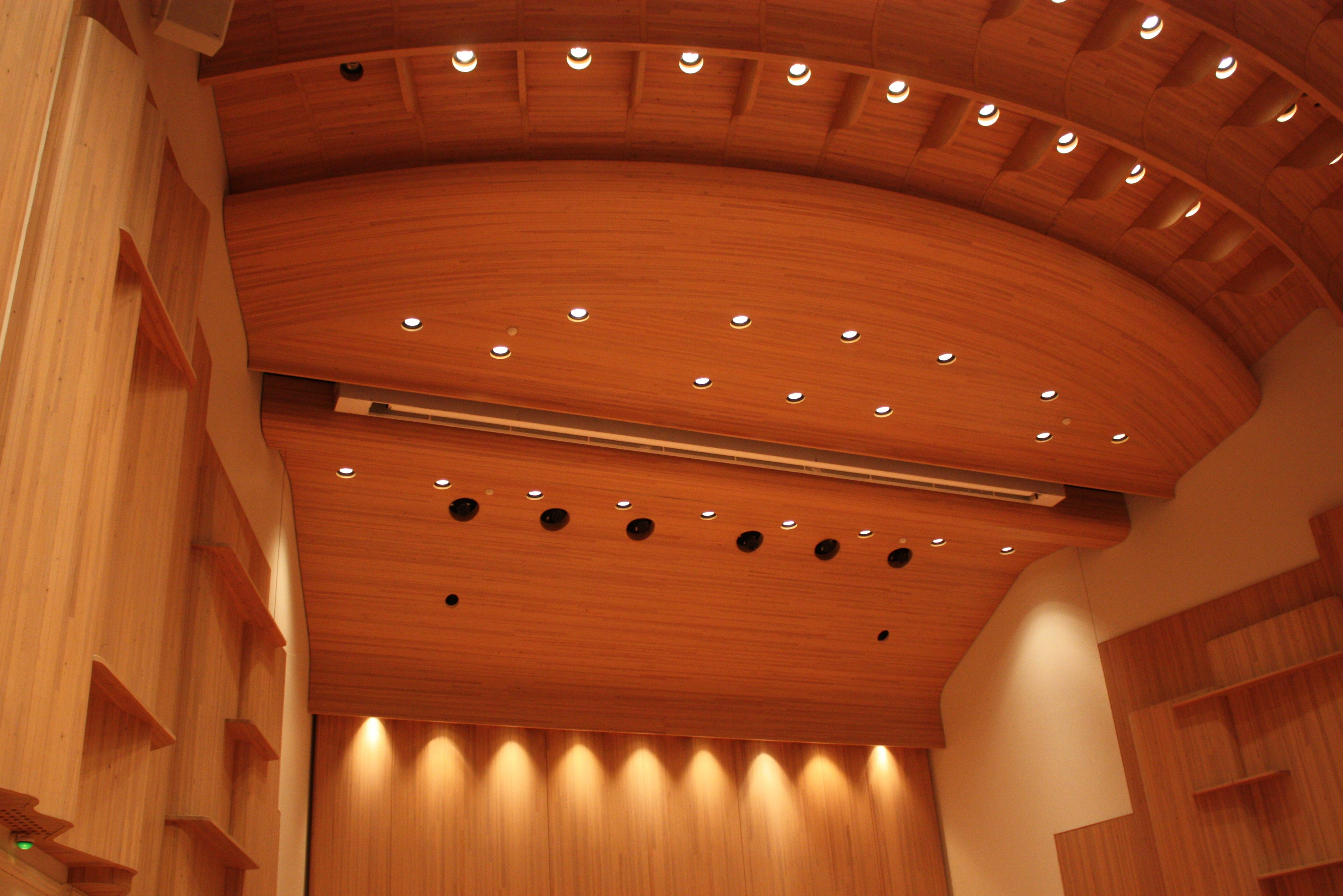
Salle Madetoja.